# Valentina Ghio
Valentina Ghio (Sestri Levante, 5 maggio 1971) è una politica italiana.

## Biografia
Nata il 5 maggio 1971 a Sestri Levante, in provincia di Genova, laureata in lettere moderne all'Università degli Studi di Genova, con una tesi in storia contemporanea relativa ai processi a carico dei collaborazionisti con il regime fascista nel Levante ligure, si specializzata in politiche del lavoro e orientamento professionale. Ha lavorato nella Cooperazione Sociale, partecipando alla fondazione di una cooperativa specializzata nel settore dei servizi socio-educativi e assistenziali, di cui è stata vicepresidente fino al 2000.
Entrata in politica iscrivendosi al Partito Comunista Italiano, aderendo poi al Partito Democratico della Sinistra con la svolta della Bolognina di Achille Occhetto, ai Democratici di Sinistra con la svolta di Massimo D'Alema ed infine alla fondazione del Partito Democratico (PD).
Dal 2003 al 2013 è stata assessore alla Cultura, Pubblica Istruzione, Politiche giovanili, Politiche sociali e della Solidarietà del comune di Sestri Levante. Durante il suo mandato ha realizzato progetti sulla: creazione del Centro giovani Casette Rosse, riqualificazione del quartiere Lavagnina, ristrutturazione dell'asilo nido comunale con l’ampliamento a 37 posti asilo e creazione rete pubblica e privata servizio 0-3 anni, realizzazione di MUSEL (sistema integrato museale di Sestri Levante e Castiglione Chiavarese) e internazionalizzazione del Premio Andersen Festival.

### Sindaca di Sestri Levante
Alle elezioni comunali in Liguria del 2013 si candida a sindaco di Sestri Levante, appoggiata da: PD, Unione di Centro-Altri, Sinistra Ecologia Libertà e le liste "La Sestri che Vogliamo" e "Sestri al Centro". Al primo turno ottiene il 46,92% dei voti, accedendo al ballottaggio con il candidato del centro-destra Massimo Sivori, arrivato al 20,29%. Al ballottaggio del 9-10 giugno Ghio viene eletta sindaco di Levante con il 60,84% dei voti contro il 39,16% di Sivori, insediandosi il giorno successivo.
Dal 2015 al 2017 è stata vicesindaco della città metropolitana di Genova, con deleghe all'Agenda Digitale, Pari opportunità, Piano strategico metropolitano, Politiche del territorio e assistenza ai Comuni, Semplificazione amministrativa, sotto la guida del sindaco metropolitano Marco Doria.
Alle comunali ligure del 2018 si ricandida per un secondo mandato, sostenuta dalle liste: "Valentina Ghio Sindaco", "Sestri al Centro", "Viviamo Sestri", "Sinistra in Comune" e "Cristiani Riformisti", con cui viene rieletta al primo turno col 52,21% dei voti contro il candidato del centro-destra Gian Paolo Benedetti, arrivato al 38,37%.
È stata vicepresidente dell'Associazione Nazionale Comuni italiani (ANCI) Liguria e componente del Consiglio nazionale dell'ANCI.
A febbraio 2022 è stata eletta segretario regionale del PD in Liguria durante il congresso regionale come unica candidata, subentrando a Simone Farello, risultando la prima donna a ricoprire l'incarico.

### Deputata alla Camera
Alle elezioni politiche anticipate del 2022 viene candidata alla Camera dei deputati, per la lista elettorale Partito Democratico - Italia Democratica e Progressista nel collegio plurinominale Liguria - 01 in seconda posizione, dietro ad Andrea Orlando, risultando eletta deputata; a seguito dell'elezione a Montecitorio, si dimette da prima cittadina di Sestri Levante, con l'amministrazione comunale presa in carico dal vicesindaco facente funzioni Pietro Gianelli, fino a nuove elezioni.
Nella XIX legislatura è componente della 9ª Commissione Trasporti, poste e telecomunicazioni, oltre a ricoprire nel gruppo parlamentare del PD alla Camera prima il ruolo di segretaria e poi quello di vice-capogruppo.
Alle elezioni primarie del PD del 2023 sostiene la mozione di Elly Schlein, deputata del PD, che risulterà vincente con il 53,75% dei voti.
Alle elezioni comunali in Liguria del 2023 si candida a Sestri Levante come capolista di Progresso per Sestri a sostegno di Marcello Massucco risultando la candidata più votata in assoluto con 332 preferenze. A seguito della sconfitta di Massucco al ballottaggio contro il candidato indipendente di centro-destra Francesco Solinas, Valentina Ghio si dimette da segretaria regionale del PD che non si è presentato con il simbolo a sostegno del candidato sindaco. Nel giugno dello stesso anno diventa vicepresidente del gruppo PD alla Camera  e ad agosto si dimette anche da consigliere comunale di opposizione.